# Teofil Kowalski
Teofil „Filo” Kowalski (ur. 20 grudnia 1935 w Przemyślu, zm. 9 listopada 2020 w Krakowie) – polski bokser.
Karierę pięściarską rozpoczął w klubie Polonia Przemyśl, następnie reprezentował barwy klubów Gwardii Przemyśl, Garbarni Kraków, był też zawodnikiem „Białej Gwiazdy” z Krakowa. Stoczył 412 walk, z czego 359 wygrał, w tym aż 120 przed czasem, 11 zremisował i 42 walki przegrał. Jedynie Zbigniew Pietrzykowski stoczył więcej walk. Odnosił wiele sukcesów, między innymi zdobywając dwukrotne mistrzostwo Polski w 1958 i 1961 roku, w kategorii koguciej. Był też trzykrotnym brązowym medalistą mistrzostw w 1956 w wadze piórkowej, a w 1959 i 1962 w kategorii koguciej. Cztery razy wystąpił w reprezentacji Polski w latach 1957–1958, odnosząc 2 zwycięstwa, przy 2 porażkach. Po zakończeniu kariery bokserskiej w 1968 roku, pozostał w Wiśle jako trener.